# Seznam nizozemskih politikov
Seznam nizozemskih politikov.

## A
- Willem Aantjes
- Jacobus Aarden
- Jozias (Johannes) van Aartsen
- Micky Adriaansens
- Fleur Agema
- Dries van Agt
- Khadija Arib
- Lodewijk Asscher
- Malik Azmani

## B
- Hans van Baalen
- Jan Peter Balkenende
- Thierry Baudet
- Beatrix (nekdanja kraljica)
- Karel Antonie Godin de Beaufort
- Ria Beckers
- Relus ter Beek
- Louis Beel
- Charles Ruijs de Beerenbrouck
- Sidney J. van den Bergh
- Cornelis "Cees" Berkhouwer
- Johan Willem Beyen
- Barend Biesheuvel
- Marja van Bijsterveldt
- Maud de Boer-Buquicchio
- Frits Bolkestein
- Henri Bontenbal
- Hendrik Goeman Borgesius
- Els Borst
- Wouter Bos
- Johannes van den Bosch
- Pieter Philip van Bosse
- Ben Bot
- Kauthar Bouchallikht
- Theo Bovens
- Roger van Boxtel
- Ruben Brekelmans
- Laurens Jan Brinkhorst
- Hans van den Broek
- Ina Brouwer
- Tom de Bruijn
- Hanke Bruins Slot
- Piet Bukman
- Albert Burgh
- Jet Bussemaker

## C
- Jo Cals
- Job Cohen
- Hendrikus Colijn
- Dirck Coornhert

## D
- Marcel van Dam
- Wim Deetman
- Robbert Dijkgraaf
- Sharon Dijksma
- Boris Dittrich
- Ferdinand Domela Nieuwenhuis
- Piet Hein Donner
- Harry van Doorn
- Willem Drees (1886-1988)
- Wim Duisenberg (Willem Frederik Duisenberg)
- Wijnand Duyvendak

## E
- Joost Eerdmans
- Doeke Eisma
- Hans Engels
- Ingrid van Engelshoven
- Maarten Engwirda

## F
- Pieter Feith
- Dirk Fock
- Pim Fortuyn / Pieter Droogleever Fortuyn
- Isaäc Dignus Fransen van de Putte

## G
- Dirk Jan de Geer
- Karien van Gennip
- Herman Gorter?
- Thom de Graaf
- Ferdinand Grapperhaus
- Frank de Grave

## H
- Sybrand van Haersma Buma
- Femke Halsema
- Mariëtte Hamer
- Ab Harrewijn
- Anja Hazekamp
- Jan Heemskerk
- Theo Heemskerk
- Jeanine Hennis-Plasschaert
- Mat Herben
- Sophie Hermans
- Gerrit Jan van Heuven Goedhart
- Ernst Hirsch Ballin
- Wopke Hoekstra
- Jaap de Hoop Scheffer
- Guusje ter Horst
- Alexandra van Huffelen

## I
- Alexander Italianer?

## J
- Hans Janmaat
- Rob Jetten
- Piet de Jong
- Hugo de Jonge
- Juliana (nekdanja kraljica)

## K
- Sigrid Kaag
- Christophe Kamp
- Henk Kamp
- Jan Kappeyne van de Coppello
- Henry Keizer
- Jesse Klaver
- Reinette Klever
- Ben Knapen
- Raymond Knops
- Wim Kok
- Martinus Johannes "Martin" Konings (1929-2020)
- Virginie Korte-van Hemel
- Benk Korthals
- Aad Kosto
- Neelie Kroes
- Attje Kuiken
- Abraham Kuyper

## L
- Lousewies van der Laan
- Esther de Lange
- Victor Leemans
- Jacob van Lennep
- Pieter Cort van der Linden
- Jan Glastra van Loon
- Ruud Lubbers
- Joseph Luns
- Theo van Lynden van Sandenburg

## M
- Aeneas Mackay
- Sicco Mansholt
- Theo de Meester
- Victor Marijnen
- Ad Melkert
- Hans van Mierlo
- Anouchka van Miltenburg
- Hubertus van Mook
- Pim Mulier

## N
- Jeltje van Nieuwenhoven

## O
- Johan van Oldenbarneveldt
- Kajsa (Karin Hildur) Ollongren
- Pieter Omtzigt
- Ivo Opstelten
- Pieter Oud

## P
- Johannes van der Palm
- Anton(ie) Pannekoek?
- Alexander Pechtold
- Nicolaas Pierson
- Kati Piri
- Caroline van der Plas
- Lilianne Ploumen
- Jan Pronk
- Isaäc Dignus Fransen van de Putte

## Q
- Jan de Quay

## R
- Johan Remkes
- Pieter Rink
- Joan Röell
- Emile Roemer
- Carl Romme
- Paul Rosenmöller
- Uri Rosenthal
- Bram Rutgers
- Mark Rutte
- Peter Johannes Rutten

## S
- Diederik Samsom
- Jolande Sap
- Judith Sargentini
- Maan Sassen
- Jaap de Hoop Scheffer
- Liesje Schreinemacher
- Willem Schermerhorn
- Elizabeth Schmitz
- Willem Scholten
- Dick (Hendrikus) Schoof
- Carola Schouten
- Esther-Mirjam Sent
- Pieter Sjoerds Gerbrandy
- Winnie Sorgdrager

## T
- Paul Tang
- Ben Telders
- Jan Terlouw
- Frans Teulings
- Johan Rudolf Thorbecke
- Jacques Tichelaar
- Gijsbert van Tienhoven
- Frans Timmermans
- Edzo Toxopeus
- Pieter Jelles Troelstra
- Carlo Trojan
- Nicolaes Tulp

## U
- Joop den Uyl

## V
- Sophie in 't Veld
- Caspar Veldkamp
- Gerdi Verbeet
- Rita Verdonk
- Maxime Verhagen
- Jan Vis
- Joris Voorhoeve
- Gerrit de Vries
- Jurn de Vries
- Nicolien van Vroonhoven

## W
- Frans Weisglas
- Geert Wilders
- Wilhelmina (kraljica)
- Willem-Alexander Nizozemski (kralj)
- Willem Frederik George Lodewijk (kralj)
- Herman Tjeenk Willink
- Cornelis de Witt
- Johan de Wit

## Y
- Dilan Yeşilgöz-Zegerius
- Julius van Zuylen van Nijevelt

## Z
- Jelle Zijlstra